# Arizona Village
Arizona Village es un lugar designado por el censo ubicado en el condado de Mohave en el estado estadounidense de Arizona. En el Censo de 2010 tenía una población de 946 habitantes y una densidad poblacional de 229,72 personas por km².

## Geografía
Arizona Village se encuentra ubicado en las coordenadas 34°51′17″N 114°35′22″O / 34.85472, -114.58944. Según la Oficina del Censo de los Estados Unidos, Arizona Village tiene una superficie total de 4.12 km², de la cual 4.12 km² corresponden a tierra firme y (0%) 0 km² es agua.

## Demografía
Según el censo de 2010, había 946 personas residiendo en Arizona Village. La densidad de población era de 229,72 hab./km². De los 946 habitantes, Arizona Village estaba compuesto por el 45.35% blancos, el 0.53% eran afroamericanos, el 37% eran amerindios, el 0.21% eran asiáticos, el 0.11% eran isleños del Pacífico, el 8.46% eran de otras razas y el 8.35% pertenecían a dos o más razas. Del total de la población el 25.26% eran hispanos o latinos de cualquier raza.